# Оливет (Мисури)
Оливет (енгл. Olivette) град је у америчкој савезној држави Мисури.

## Демографија
По попису из 2010. године број становника је 7.737, што је 299 (4,0%) становника више него 2000. године.
| Група             | 2000.         | 2010.         |
| Белци             | 5.172 (69,5%) | 4.606 (59,5%) |
| Афроамериканци    | 1.629 (21,9%) | 1.848 (23,9%) |
| Азијати           | 372 (5,0%)    | 826 (10,7%)   |
| Хиспаноамериканци | 117 (1,6%)    | 258 (3,3%)    |
| Укупно            | 7.438         | 7.737         |